# الحسن بن محمد الزعفراني
أبو علي الحسن بن محمد بن الصباح البغدادي الزعفراني نسبة إلى سكنه في محلة الزعفراني. عالم مسلم عراقي، وأحد رواة الحديث النبوي. قال عنه الذهبي: «الإمام العلامة، شيخ الفقهاء والمحدثين أبو علي، الحسن بن محمد بن الصباح، البغدادي الزعفراني، يسكن محلة الزعفراني.».

## سيرته
ولد سنة بضع وسبعين ومائة. سمع من: سفيان بن عيينة، وأبي معاوية الضرير، وإسماعيل بن علية، وعبيدة بن حميد، ووكيع بن الجراح، وعبد الوهاب الثقفي، ومحمد بن أبي عدي، ويزيد بن هارون، وحجاج بن محمد، وأبي عبد الله الشافعي، وخلق كثير. قرأ على محمد بن إدريس الشافعي كتابه القديم، وكان مقدما في الفقه والحديث، ثقة جليلا، عالي الرواية، كبير المحل. حدث عنه: البخاري، وأبو داود، والترمذي، والنسائي، والقزويني، وزكريا الساجي، وأبو العباس بن سريج، وإمام الأئمة ابن خزيمة، وأبو عوانة الإسفراييني، وعمر بن بجير، وأبو القاسم البغوي، وأبو محمد بن صاعد، وأبو بكر بن زياد، ومحمد بن مخلد، والقاضي المحاملي، وأبو سعيد بن الأعرابي، وعدد كثير.
قال النسائي: «ثقة». قال إبراهيم بن يحيى: «سمعت الزعفراني يقول ما على وجه الأرض قوم أفضل من أصحاب هذه المحابر، يتبعون آثار رسول الله صلى الله عليه وسلم، ويكتبونها كي لا تندرس». قال ابن حبان: «كان أحمد بن حنبل وأبو ثور يحضران عند الشافعي، وكان الحسن بن محمد الزعفراني هو الذي يتولى القراءة عليه». قال زكريا الساجي: «سمعت الزعفراني يقول قدم علينا الشافعي، واجتمعنا إليه فقال التمسوا من يقرأ لكم، فلم يجترئ أحد أن يقرأ عليه غيري. وكنت أحدث القوم سنا، ما كان بعد في وجهي شعرة، وإني لأتعجب اليوم من انطلاق لساني بين يدي الشافعي رحمه الله، وأعجب من جسارتي يومئذ قلت: كان الزعفراني من الفصحاء البلغاء، قال: فقرأت عليه الكتب كلها إلا كتابين كتاب المناسك وكتاب الصلاة».

## وفاته
توفي أبو علي في بغداد في شهر شعبان سنة 260 هـ وهو في عشر التسعين.